# Moczydłowski-Gletscher
Der Moczydłowski-Gletscher (polnisch Lodowiec Moczydłowskiego) ist ein großer Gletscher auf King George Island im Archipel der Südlichen Shetlandinseln. Er fließt in südwestlicher Richtung zum Kopfende der Marian Cove.
Polnische Wissenschaftler benannten ihn 1984 nach Eugeniusz Moczydłowski, Leiter der Überwinterungsmannschaft auf der Arctowski-Station im Jahr 1980.